# برتونيلة جنوبية
برتونيلة جنوبية (الاسم العلمي: Bartonella australis) هي نوع من البكتيريا تتبع جنس البرتونيلة من فصيلة البارتونيلات.